# Police de la Pensée
Mentopolice
Dans 1984, le roman dystopique de George Orwell, la Police de la Pensée (Thought Police ou thinkpol en version originale et novlangue - Mentopolice pour la nouvelle traduction parue chez Gallimard en 2018) est la police secrète d'Océania.
Son rôle est de découvrir les crimes de pensée et de punir et éliminer leurs auteurs. Elle utilise pour cela la psychologie et la surveillance omniprésente par télécrans des membres de la société susceptibles de concevoir l'idée de défier l'autorité dirigeante.